# Korbous
Korbous (àrab: قُرْبُص, Qurbuṣ) és un municipi de Tunísia, a la governació de Nabeul, delegació de Soliman, situat uns 14 km al nord de Soliman i a uns 50 per carretera de Nabeul. La municipalitat té una superfície de 5.000 hectàrees i una població de 3.981 habitants.

## Termalisme
La seva característica principal és l'existència d'unes termes d'aigua calenta rica en clorur de sodi i d'aigua freda rica en sulfur de calci, que curen el reuma, l'artritis i algunes afeccions nervioses. Aquestes aigües estan entre les més ben considerades de Tunísia. Hi ha set fonts principals: Aïn Arraka (la suadora), Aïn El Fakroun, Aïn El Kébira, Aïn Kallasira, Aïn Khfa (font de la salut), Aïn Oktor i Aïn Sbya (font de la verge).

## Patrimoni
La vila s'estén en la seva totalitat al llarg de la costa al llarg d'uns 8 km fins a Sidi Rais. Hi ha algunes restes romanes i s'hi ha trobat una inscripció important, avui al Museu del Bardo. La ciutat fou l'antiga Aquae Calideae Carpitanae dels romans, on els rics hi feien cures d'aigua calenta. Sota els àrabs va quedar despoblada, però la població local la va continuar fent servir com a estació termal. Al segle xix fou rehabilitada pel bei Ahmed que s'hi va construir un pavelló.

## Rodalies
A la rodalia es troba Aïn Oktor (a 3 km), vila bessona de Korbous, que és una estació hidromineral amb una estació d'embotellament d'aigua (10.000 botelles diàries). A l'est hi ha Sidi Amara, amb el marabut d'un sant vingut de Tripolitana al segle xix, a la vora de la muntanya coneguda com a Bec de l'àliga, de 400 metres, però que demana 2 hores per pujar-la, des on es domina un panorama esplèndid sobre el golf de Tunis i el Cap Bon. Més enllà de Korbous hi ha, a uns 2 km, Aïn El Atrous (‘la Font del Boc’) on hi ha una font d'aigua purgant que surt a 50 graus. Tot seguit s'arriba al cap de Ras el Fortess.

## Administració
Forma una municipalitat o baladiyya, amb codi geogràfic 15 28 (ISO 3166-2:TN-12). La municipalitat fou creada el 20 de maig de 1982.
Al mateix temps, forma part de la delegació o mutamadiyya de Soliman (15 61).